# 高句麗五部
高句麗五部（こうくりごぶ）は、高句麗において5つに編成された部族である。

## 歴史
『新唐書』「東夷伝」高麗伝によれば、以下の5つである。
- 内部（桂婁部、黄部とも）
- 北部（絶奴部、後部とも）
- 東部（順奴部、左部とも）
- 南部（灌奴部、前部とも）
- 西部（消奴部とも）

## 子孫
彼らは渡来人として日本へ渡った際も、日本の部民制における部（べ）と同様に部名を氏として名乗った。五部は上部・下部・前部・後部・東部とされ、音訓両方の読みが見られる。
前部（ぜんぶ、ぜんほう）
天平宝字五年三月紀には「高麗人前部白君等六人（賜姓）御坂連、前部選理等三人杮井造、前部安人御坂造」また神護景雲元年紀に「左京人從七位上上部白麻呂賜姓廣篠連」とある。
後部（こうぶ、こうほう、しりとべ、北部とも）
天武紀五年條に「後部主傳河于」、また宝亀七年五月紀に正六位上後部石島等六人賜姓出水連」とあり、また延暦八年五月紀に「信濃國筑摩郡人外少初位下後部牛養、無位宗守豐人等、賜姓田河（阿に作る）造」、延暦十八年十二月紀に「信濃國人外從六位下封瘻眞老、後部黑足、云々黑足等（賜）姓豐岡」などが見える。また、日本に帰化した高麗若光は別名を「玄武若光」といい、玄武は「黒・北」に通じるため、北部の末裔と考えられる。
上部（かみべ）
天平十八年正月紀に「右京人上部乙麻呂」、東大寺奴婢帳・天平勝宝三年三月三日の奴婢見來帳に「河内国志紀郡林郷戸主上部古理、戸口上部白麻呂」、天平宝字五年紀に「上部君足等二人（賜姓）雄坂造」、延暦十八年十二月紀に「信濃國人小縣郡人无位上部豐人、上部色布知等言、己等先祖高麗人也、云々、文代等（賜）姓清岡、色布知（賜）姓玉井」などとある。
下部（しもべ）
延暦十八年十二月紀に「信濃國人下部文代等言、己等先高麗人也、云々、文代等（賜）姓清岡」とある。この「シモ」は「資母」「信茂」「征茂」「志母」などとも充て字された。地名でも大和国宇智郡や吉野郡の資母郷、河内国安宿郡資母郷、伊勢国河曲郡資母郷はじめ但馬、播磨、三河、甲斐などにみられる。これらの地名を背負う「シモ」氏の多くは帰化人で、中でも河内の大族が最大勢力であった。
東部（とうぶ）
弘仁二年八月紀に「山城國人正六位上東部黑麻呂、賜姓廣宗連」と見える。
西部（せいぶ）
背奈氏は西部の末裔と考えられ、『新撰姓氏録』では広開土王の末裔を称している。